# Brugnera

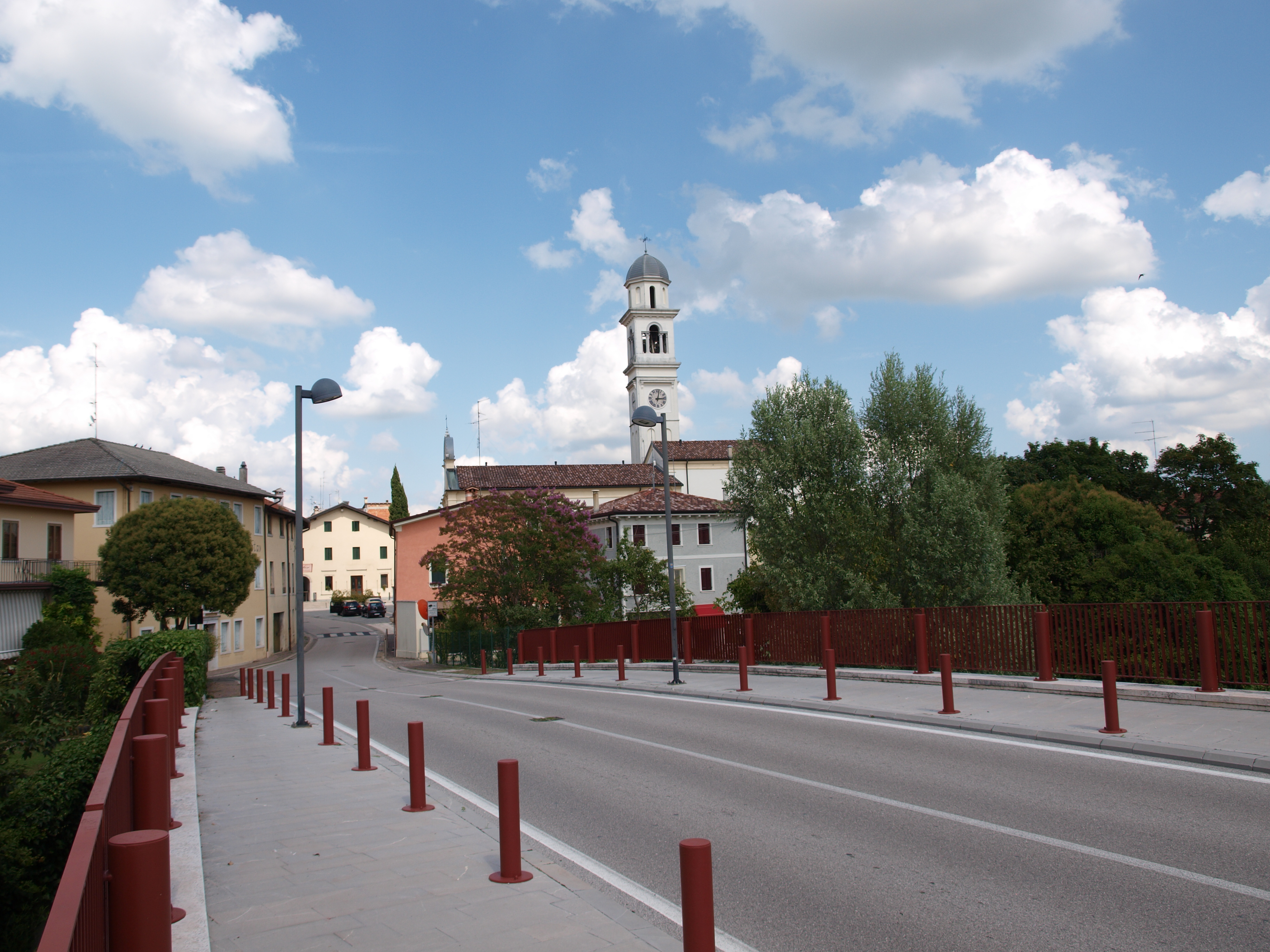
Brugnera (2021)

Die Gemeinde Brugnera liegt im Nordosten Italiens in der Region Friaul-Julisch Venetien.
Brugnera liegt südlich von Pordenone und hat 9254 Einwohner (Stand 31. Dezember 2024). Diese wohnen auf einer Fläche von 29,24 km². Die Gemeinde liegt etwa 100 Kilometer nordwestlich von Triest und rund zwölf Kilometer südwestlich von Pordenone.
Die Gemeinde umfasst neben dem Hauptort Brugnera drei weitere Ortschaften und Weiler (Frazioni): Maron, San Cassiano di Livenza und Tamai. Die Nachbargemeinden sind  Fontanafredda, Gaiarine (TV), Porcia, Portobuffolé (TV), Prata di Pordenone und Sacile.